# Janice McCaffrey
Janice McCaffrey, född 20 oktober 1959, är en friidrottare från Kanada. Hon deltog vid olympiska sommarspelen 1992, olympiska sommarspelen 1996 och olympiska sommarspelen 2000.